# اوجی‌یا، نیگاتا
اوجی‌یا در استان نیگاتا در کشور ژاپن  واقع شده‌است  که دارای جمعیت ۳۹٬۳۰۴ نفر و مساحت ۱۵۵٫۱۲ کیلومتر مربع با تراکم جمعیت ۲۵۳  نفر در کیلومترمربع است و در تاریخ ۱۰ مارس ۱۹۵۴ به عنوان شهر شناخته شد.